# 파리버섯
파리버섯(Amanita melleiceps Hongo)은 광대버섯과에 속하는 버섯이다. 한국·중국·일본 등지에 분포하는 독버섯이다. 여름부터 가을까지 침엽수나 활엽수림 밑의 당 위에 돋아나고 군생 또는 단생한다. 균모는 지름 3-6cm로서 호빵 모양을 거쳐 점차 평평하게 되고 윗부분의 중앙이 오목하다. 표면은 갈황색 또는 황토색이고 주변부는 색이 연하며 홈선이 있다. 전면에는 백색 또는 담황색 가루 모양의 사마귀가 여러 개 산재한다.